# Охеда, Феликс
Феликс Охеда (исп. Félix Ojeda; 15 марта 1903, Нагуабо — 22 апреля 1976, Сан-Хуан) — пуэрто-риканский политик, деятель рабочего движения.
Первоначально, ещё в молодые годы, вступил в Социалистическую партию Пуэрто-Рико, в иерархии которой дошёл до секретаря окружных комитетов и затем секретаря по организационным вопросам. Впоследствии, будучи несогласным с линией руководства партии, вышел из её состава, вступив в Пуэрто-риканскую коммунистическую партию. В ней стал сначала редактором её центрального печатного органа — газеты «Пуэбло», затем секретарём партии по вопросам печати и пропаганды, а в 1969 году занял пост генерального секретаря.